# László Foltán
László Foltán (Budapeste, 25 de maio de 1953) é um velocista húngaro na modalidade de canoagem.

## Carreira
Foi vencedor da medalha de Ouro em C-2 500 m em Moscovo 1980 junto com o seu colega de equipa István Vaskuti.